# Mes Gegra
Mes Gegra [mʴes 'gʴeɣra], auch Mesgegra oder Mes Gedra,  ist im Ulster-Zyklus der keltischen Mythologie Irlands der Name eines Königs von Leinster.

## Mythologie
In der Erzählung Cath Étair („Die Schlacht von Étar“) belagert Mes Gegra mit seinem Heer die Festung Étar (Howth, County Fingal bei Dublin), in der sich Aithirne Áilgesach mit 100 Ultern verschanzt hat. Dieser hatte versucht, vornehme Frauen aus Leinster zu rauben und wurde deshalb verfolgt und in Étar eingeschlossen. Der zu Hilfe eilende Ulster-Krieger Conall Cernach erschlägt und enthauptet Mes Gegra im Zweikampf und vertreibt das Heer der Belagerer. Da Mes Gegra in einem früheren Kampf eine Hand verloren hatte, kämpft Conall fairerweise mit ihm, eine Hand am Gürtel festgebunden.
Weil dem Wagenlenker Conalls der Kopf des Getöteten zu schwer zum Tragen vorkommt, befiehlt ihm Conall:
„So nimm das Gehirn heraus. Zerschneide es mit dem Schwert, dann mische Kalk darunter und forme einen Ball daraus.“
Diesen Hirn-Ball wirft Cet mac Mágach aus Connacht in der Erzählung Aided Chonchobuir („Conchobars Tod“) so heftig gegen König Conchobar mac Nessas Stirn, dass die Kugel darin stecken bleibt. Das führt Conchobars späteren Tod nach langem Siechtum herbei.